# Fiat 124
Pour les articles homonymes, voir Fiat 124 (homonymie).
La Fiat 124 est une des voitures les plus connues et appréciées de la production FIAT des années 1960.
Lorsqu'elle fut présentée en 1966, la Fiat 124 avait l'ambition de permettre à la petite bourgeoisie italienne de satisfaire ses besoins de déplacement et de remplacer les modèles 1100 D et 1300/1500 par une voiture plus moderne, mais aussi fiable et robuste.
Disponible, au début, en une seule version berline à 4 portes, la nouvelle voiture restait fidèle aux solutions mécaniques les plus classiques : propulsion avec un essieu rigide, mais avec des ressorts et des amortisseurs coaxiaux, et une ligne à trois volumes très carrée qui se voulait, selon les critères de l'époque, très moderne. Le moteur, un nouveau 4 cylindres monoarbre à cames de 1 197 cm3 développant 60 ch DIN, fournissait de bonnes prestations, une vitesse de 145 km/h pour une consommation très modérée. Quelques mois après le lancement de la berline, d'autres versions sont présentées : la Familiare (break), la Sport Coupé (dessinée par le Centro Stile Fiat) et la Sport Spider (due au crayon de Pininfarina).
Les Fiat 124 Coupé Sport et 124 Sport Spider, ont été construites sur le châssis raccourci de la berline, et sont équipées d'un nouveau moteur 4 cylindres avec 2 arbres à cames en tête de 1 438 cm3, développant une puissance de 90 ch DIN.

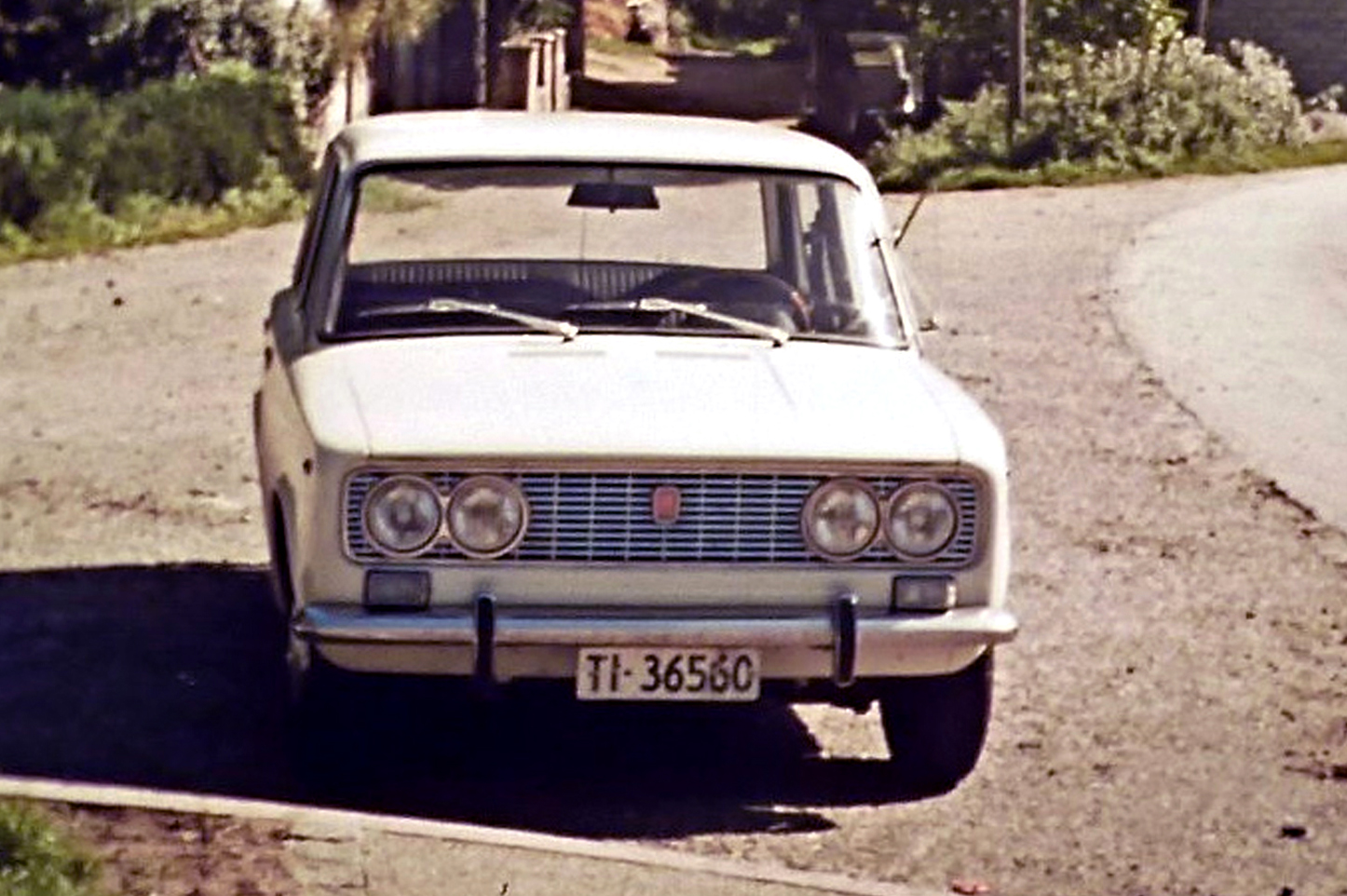
Fiat 124 S (immatriculée en Suisse)

Le succès auprès du public comme de la critique est immédiat et la Fiat 124 se voit attribuer le Prix de la Voiture de l'Année en 1967.
En 1968, Fiat complète son offre avec une version plus puissante, la Fiat 124 Special berline. En plus de ses finitions intérieures plus riches et quelques retouches esthétiques extérieures comme ses doubles feux avant ronds, la Fiat 124 Special reprend le moteur de 1 438 cm3 (dérivé de celui de la 124 Sport), dans la version type 124B2.000, avec un simple arbre à cames développant 70 ch DIN. En 1969, le moteur 1 438 cm3 de la Fiat 124 Sport Coupé, dont la carrosserie a été retouchée (à l'avant elle ressemble à la Fiat Dino Coupé) est remplacé par celui de la Fiat 125 avec deux arbres à cames en tête de 1 608 cm3 développant une puissance de 110 ch DIN.

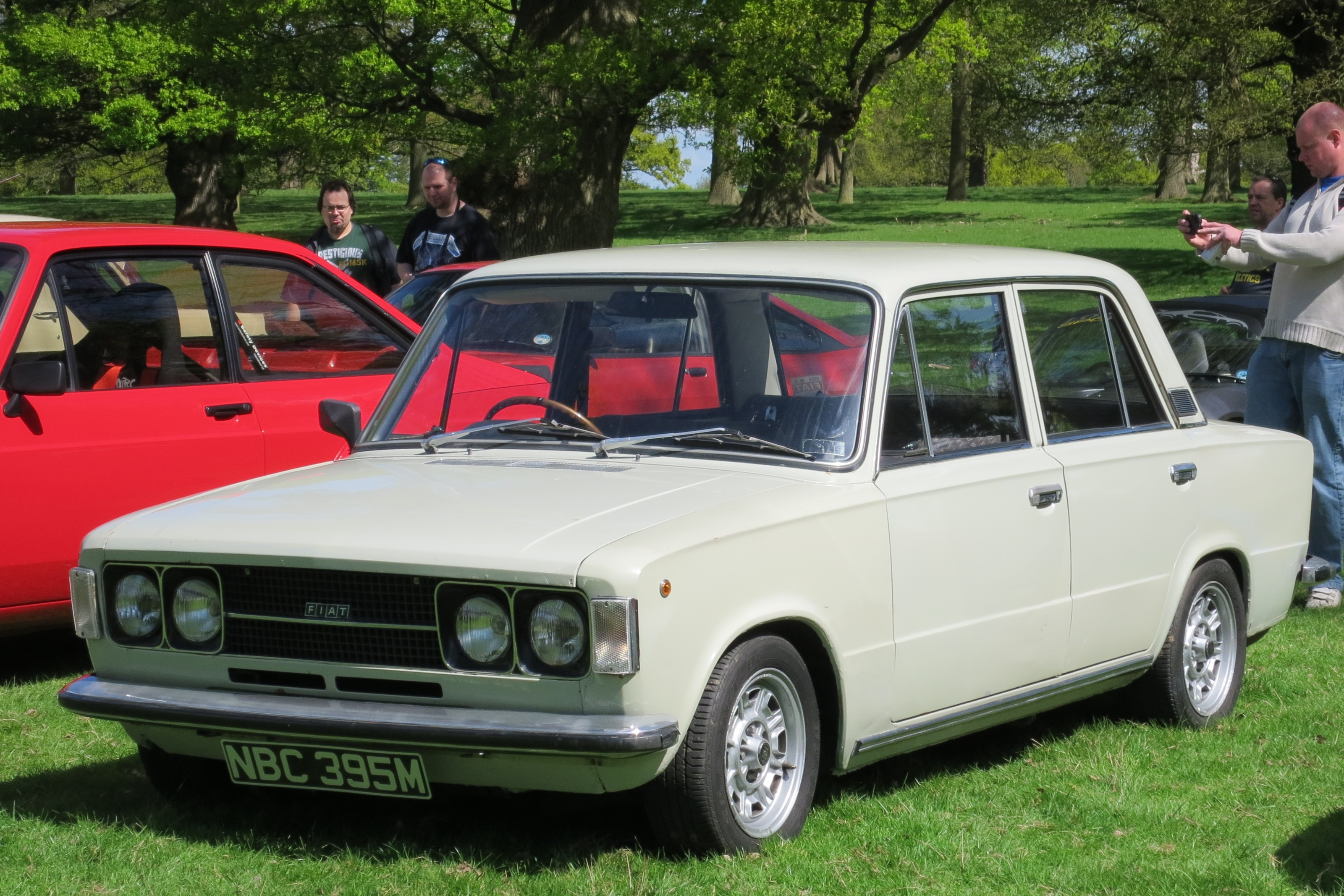
Fiat 124 Special T (immatriculée au Royaume-Uni)

Au Salon de l'automobile de Turin 1970, Fiat opère un léger restylage de la 124 berline de base et de la Familiare et lance la version 124 Special T. Disponible uniquement en version berline, elle monte le moteur à 2 arbres à cames en tête des Coupé et Spyder de 1 438 cm3 dont la puissance est limitée à 80 ch DIN. Le dernier restylage de la gamme intervient en 1972.
NDR : Dans le film Le Casse avec Omar Sharif, Jean-Paul Belmondo conduit une Fiat 124 Special T rouge dans leur fameuse course poursuite.
En 1974, toutes les versions des Fiat 124 berline, Familiare et Sport Coupé sont remplacées par la nouvelle Fiat 131. Seule la Fiat 124 Spyder, construite par Pininfarina, reste au catalogue jusqu'en 1982, dans la version "124 Spider America" spécifique pour les États-Unis, équipée d'un moteur à 2 arbres à cames de 1 995 cm3 à injection électronique. La 124 SpiderEuropa sera commercialisée aussi en Europe, jusqu'à fin 1987, dans une version 2 litres avec compresseur volumétrique de 136 ch DIN.

## Les versions dérivées
Plusieurs carrossiers ont construit des versions berline, coupé et spider dérivées de la série 124 :

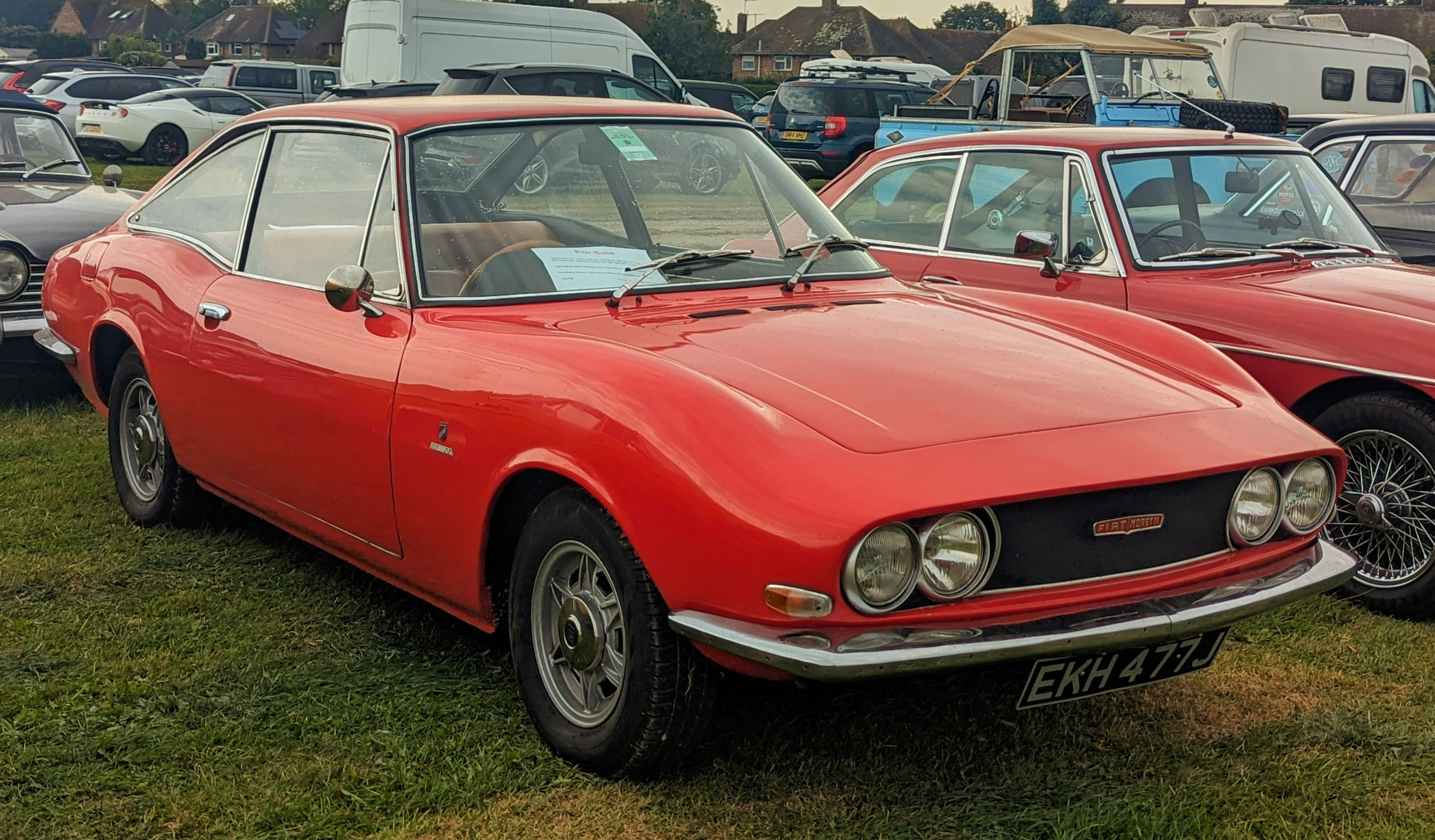
Fiat 124 Coupé Moretti

- En 1972, la Carrozzeria Bertone a proposé un prototype de carrosserie pour la Fiat 124 Coupé dans le cadre de la collaboration continue qu'entretenait Bertone avec divers constructeurs automobiles, en proposant des styles novateurs. Malgré les lignes élégantes et dynamiques du projet de Bertone, la direction de Fiat a opté pour le projet interne du célèbre designer Mario Boano, patron du Centro Stile Fiat. La Fiat 124 Coupé, conçue par Mario Boano, fut choisie pour la production en série et est devenue un modèle incontournable de la gamme Fiat. Il s'inscrivait davantage dans le processus de fabrication. Le modèle de Bertone ne dépassa pas le stade de la conception[1]..
- Moretti - La Carrozzeria Moretti a présenté, au Salon de l'automobile de Turin, en mars 1967, un coupé sur la base de la Fiat 124, 1re génération. Moretti a actualisé le coupé en 1968 en montant le moteur de 1,4 litres de la 124S[2],[3]. Les 2 versions du Coupé Moretti (± 60 exemplaires) ont été commercialisées par le réseau Fiat en Italie.
- Vignale - La Carrozzeria Vignale a réalisé un coupé 4 places, la Fiat 124 Vignale Eveline de 1967 à 1970. Fidèle au style typique Vignale, l'Eveline est l'illustration des éléments rappelant d'illustres icônes automobiles. La face avant dégage une impression athlétique raffinée, le profil arrière évoque la prestigieuse Maserati Mexico, elle-même due au crayon de Vignale, ajoute une touche d'exotisme. Le créateur de l'esthétique de l'Eveline est Virgilio Vairo. La 124 Eveline est construite sur le châssis et les trains de roulement très fiables de la berline Fiat 124, avec les moteurs quatre cylindres à soupapes en tête de 1 197 ou 1 438 cm3 qui offrent de très hautes performances. La Fiat 124 Eveline Vignale demeure un précieux vestige d'une époque révolue, vénérée pour son design intemporel.
- Touring - Au Salon de l'automobile de Turin 1966, la Carrozzeria Touring présente le prototype d'une version décapotable de la berline Fiat 124. Créée sur la base d'un berline 124 de série, ressemble à la Fiat 124 berline sans toit mais en réalité, le cabriolet conçu par Touring présente de subtiles différences qui lui donnent une certaine élégance. Le pare-brise est plus ce qui dynamise la silhouette, les portes ont été allongées avec un bord de fuite oblique spectaculaire et pour maintenir la forte rigidité de la carrosserie, la hauteur des seuils a été doublée.
Cet exemplaire unique a été présenté sous le nom de « Fiat 124 C4 Touring Superleggera ». Un millier de demandes de particuliers et de concessionnaires ont été recueillies durant le salon à la plus grande joie de la Carrozzeria Touring qui décida alors de lancer la production en petite série. Ce projet ne s'est pas réalisé. La direction du groupe Fiat influencée par les grands carrossiers Pininfarina, Bertone et ItalDesign, malgré les nombreuses réactions positives, refusa le prototype au profit de la 124 Sport Spider dessinée par Pininfarina[4]. Touring dû abandonner le projet et peu de temps après, la Carrozzeria Touring fut déclarée en faillite. Ce sera le dernier modèle construit par Touring[5],[6].

## Les versions sportives
La Fiat 124 a fait l'objet, en Italie comme dans tous les autres pays où elle a été fabriquée, de préparations sportives pour des rallyes, des courses de côte et d'endurance.

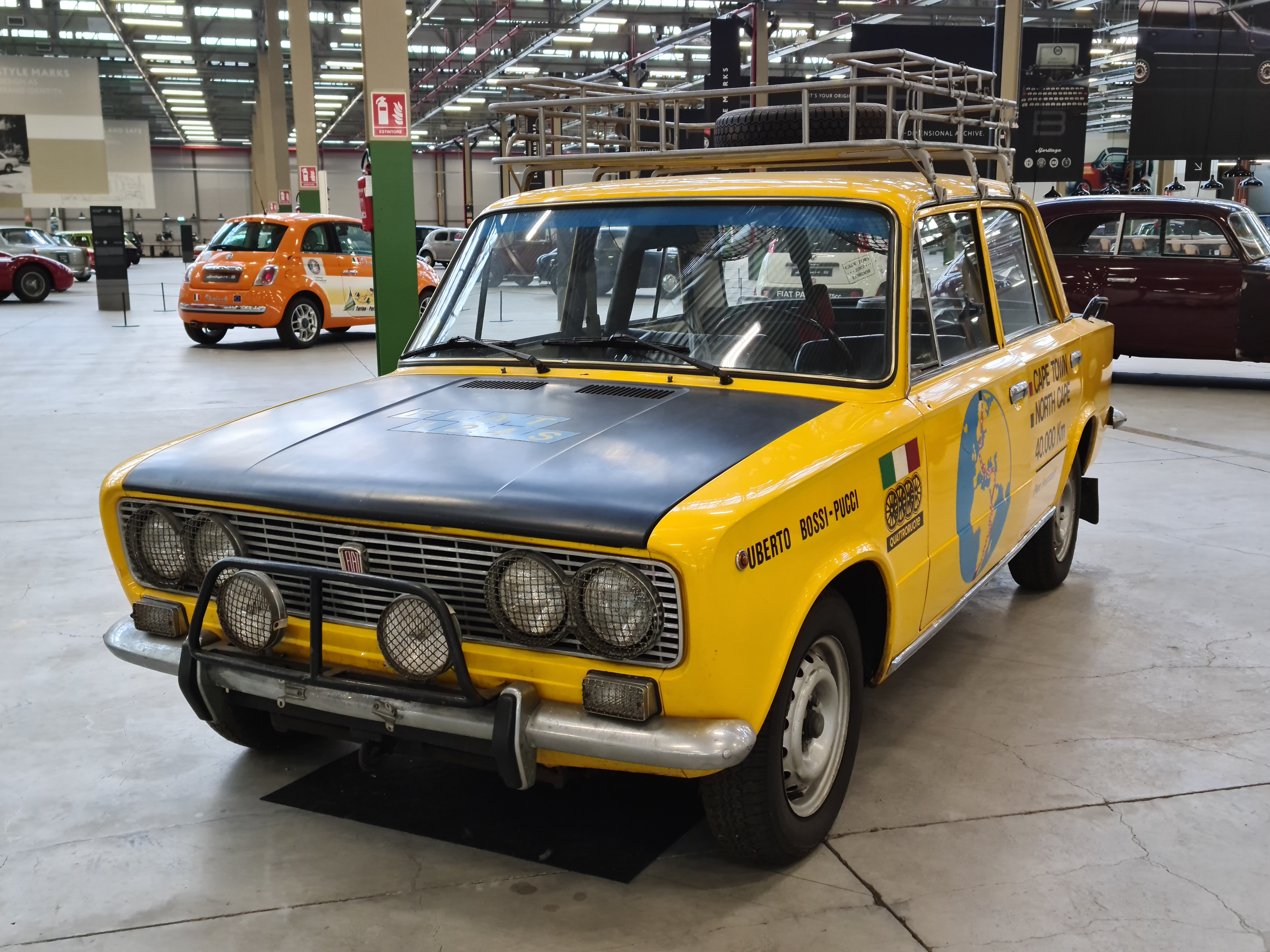
Une des Fiat 124 Special (Rallye utilisée lors du raid La Cap (Afrique du Sud) - Cap-Nord en 1970 (40 000 km)
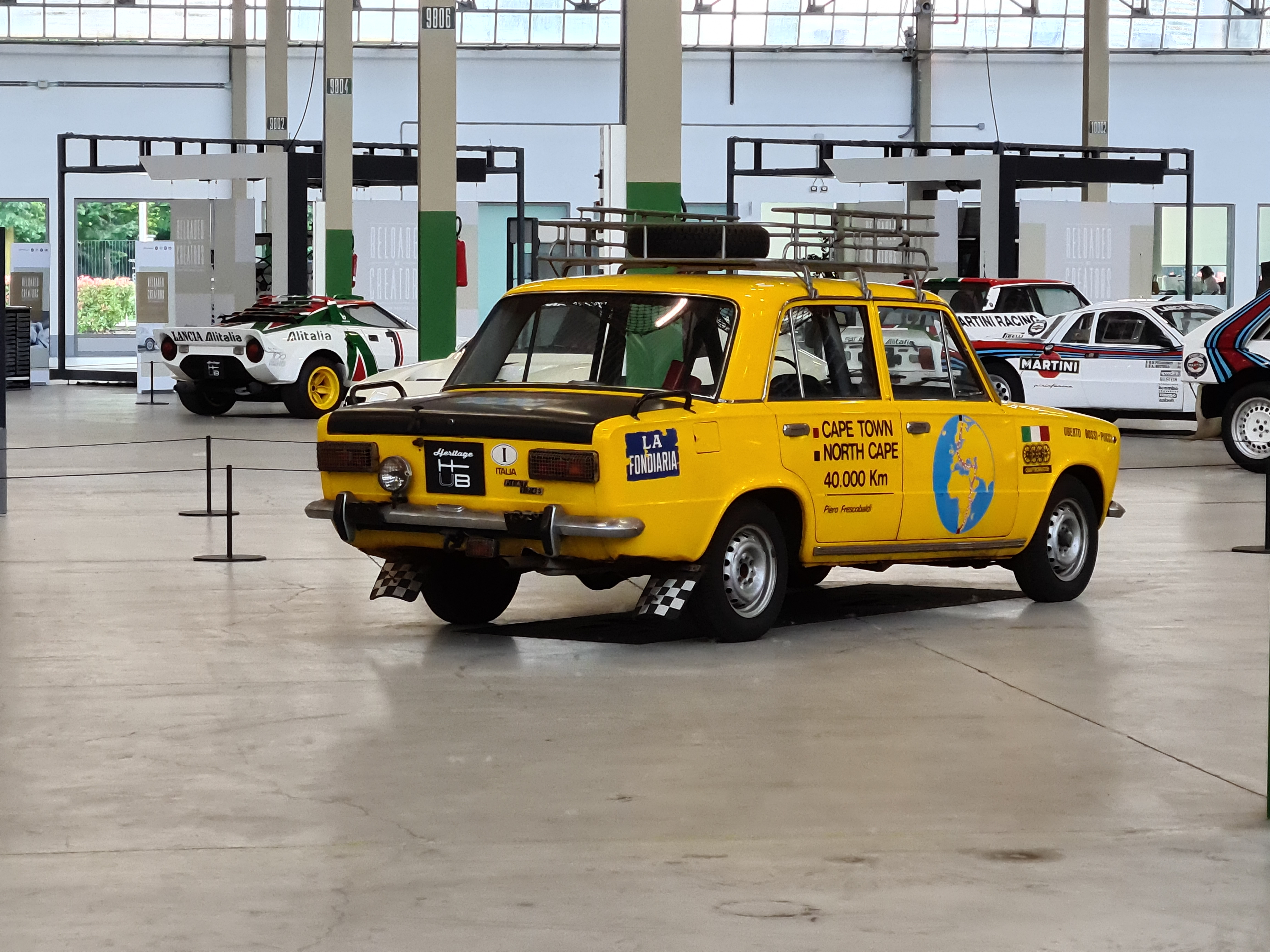
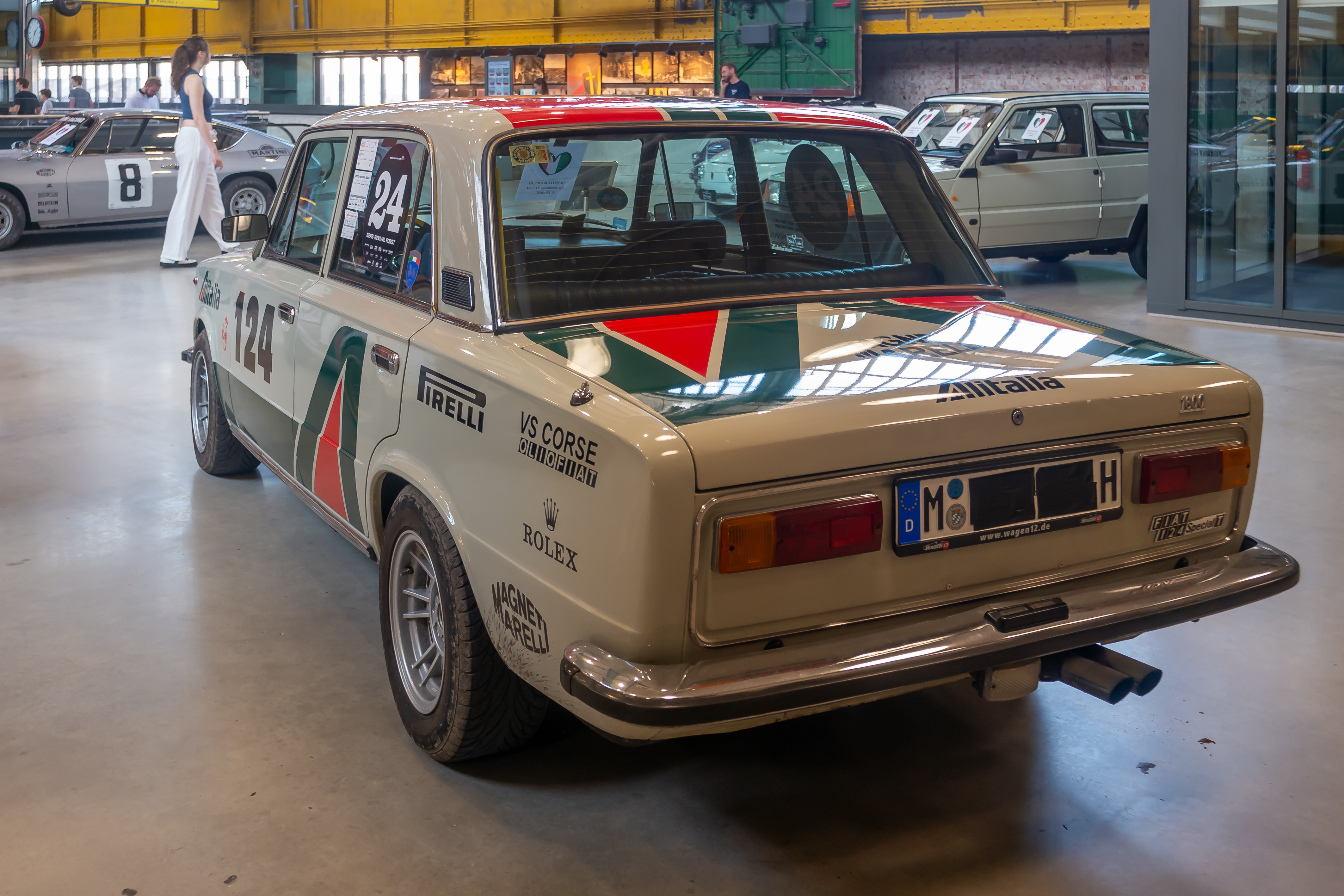
Fiat 124 1600 Special T (engagée au Motortreff Bella Italia 2024 exposée au Motorworld Munich)
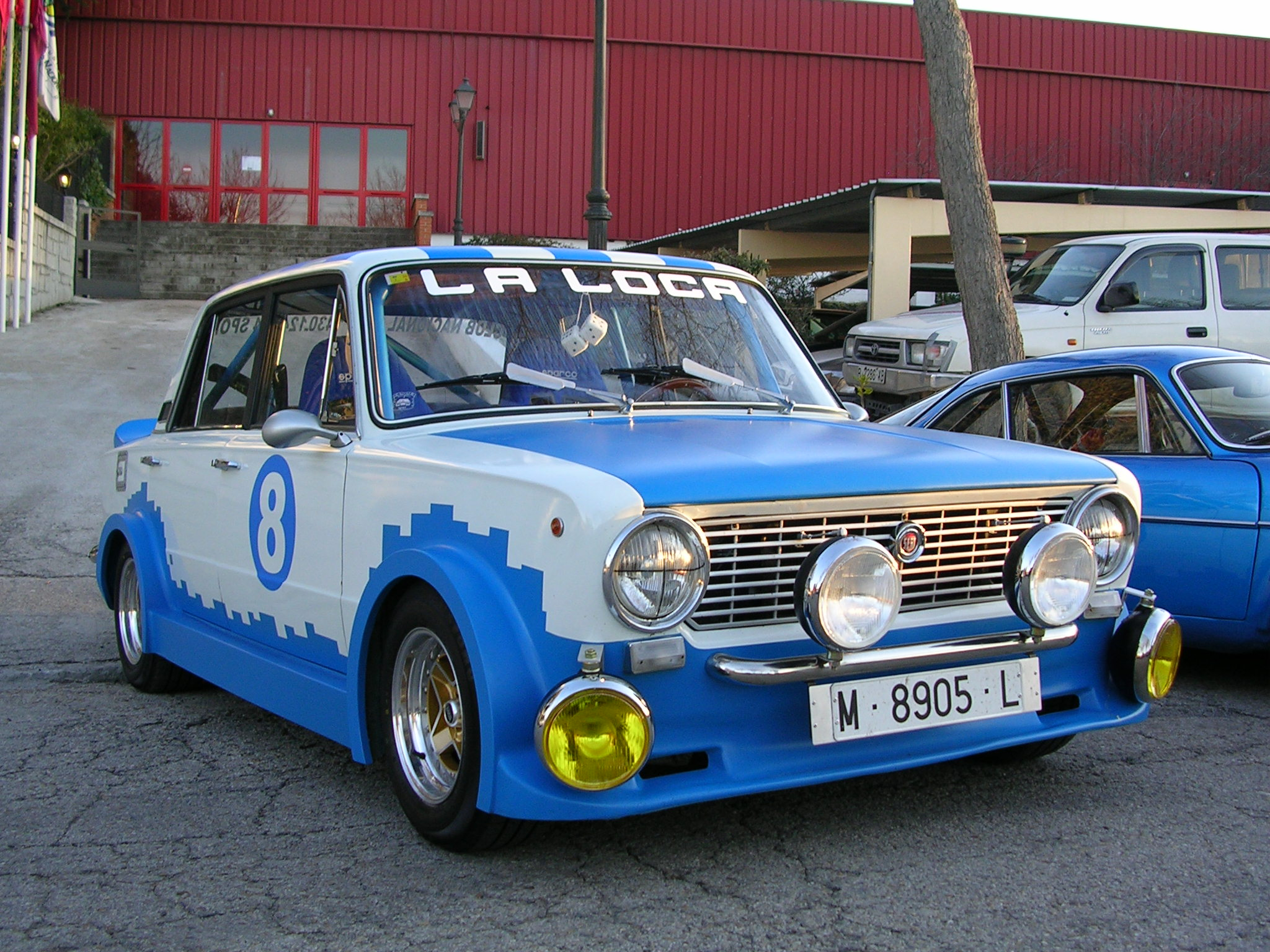
SEAT 124 Rallye (Écurie officielle SEAT Sport)
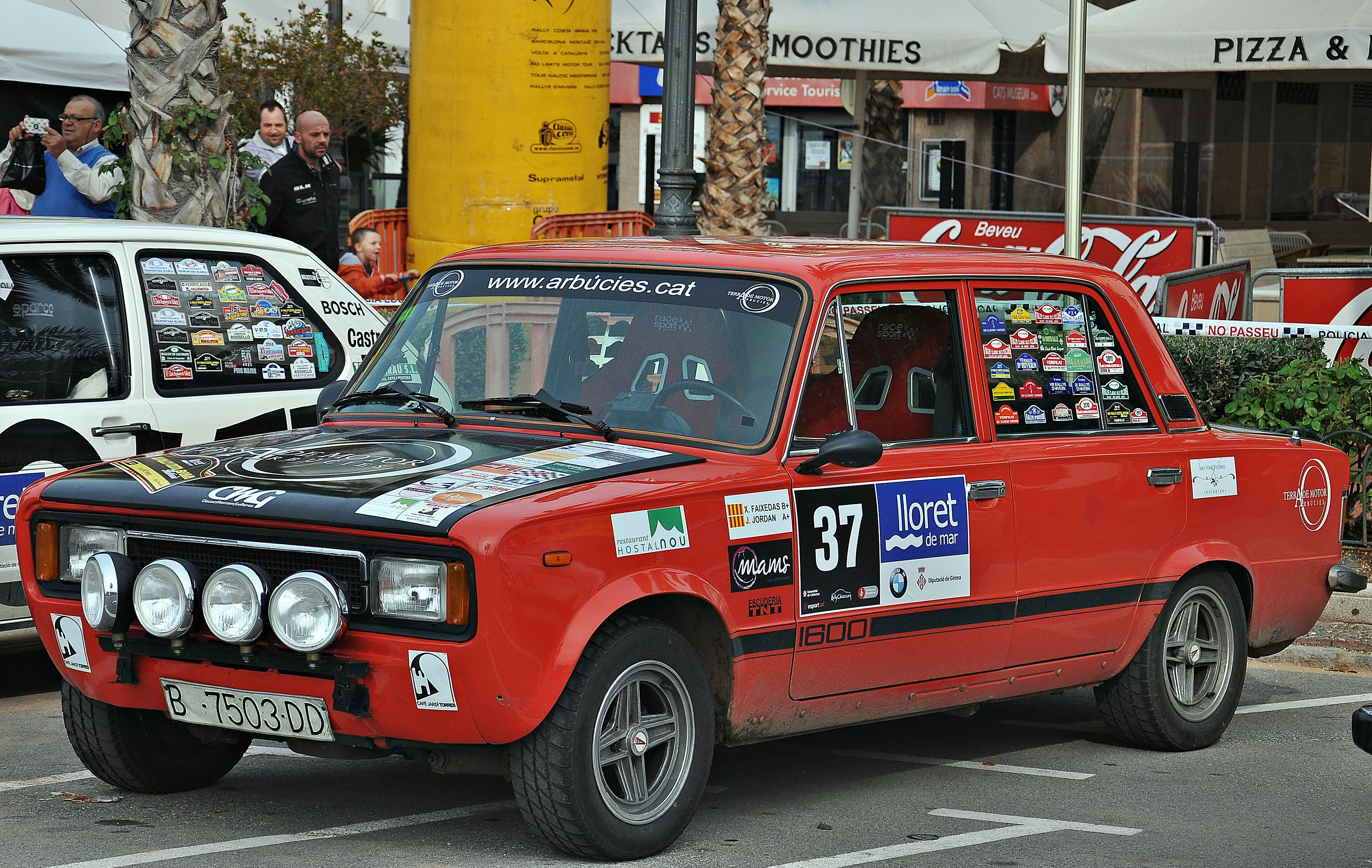
SEAT 124 FL (Rally Costa Brava historique 2015)
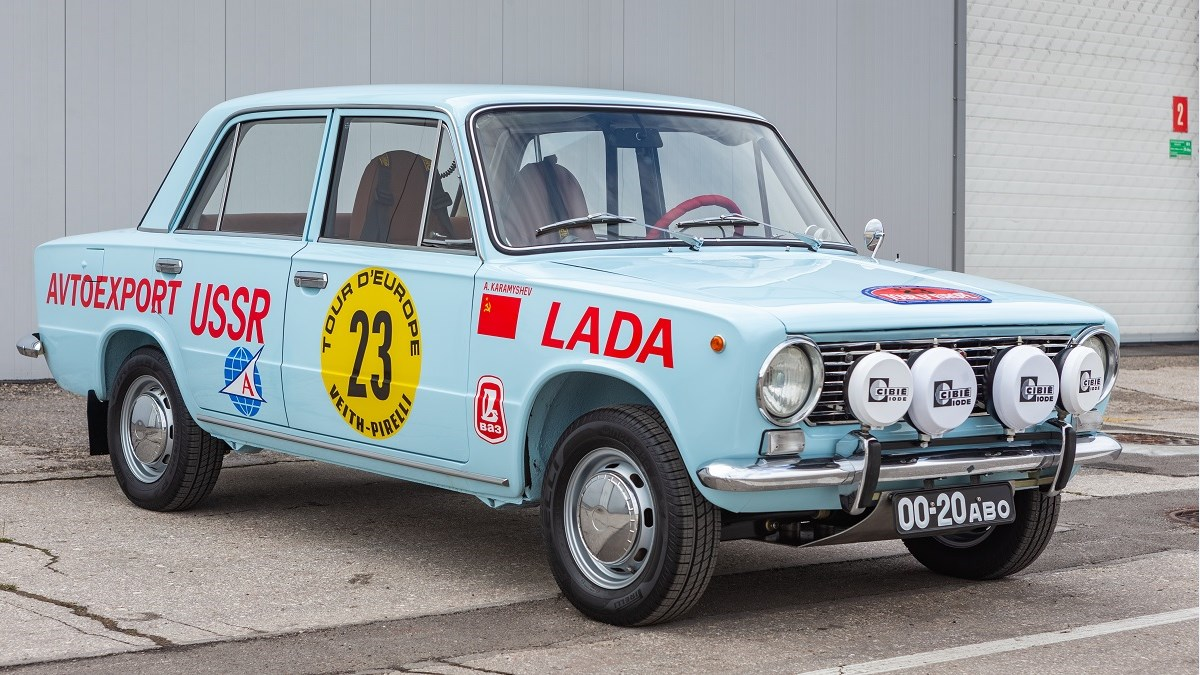
VAZ Lada 2101 Rallye
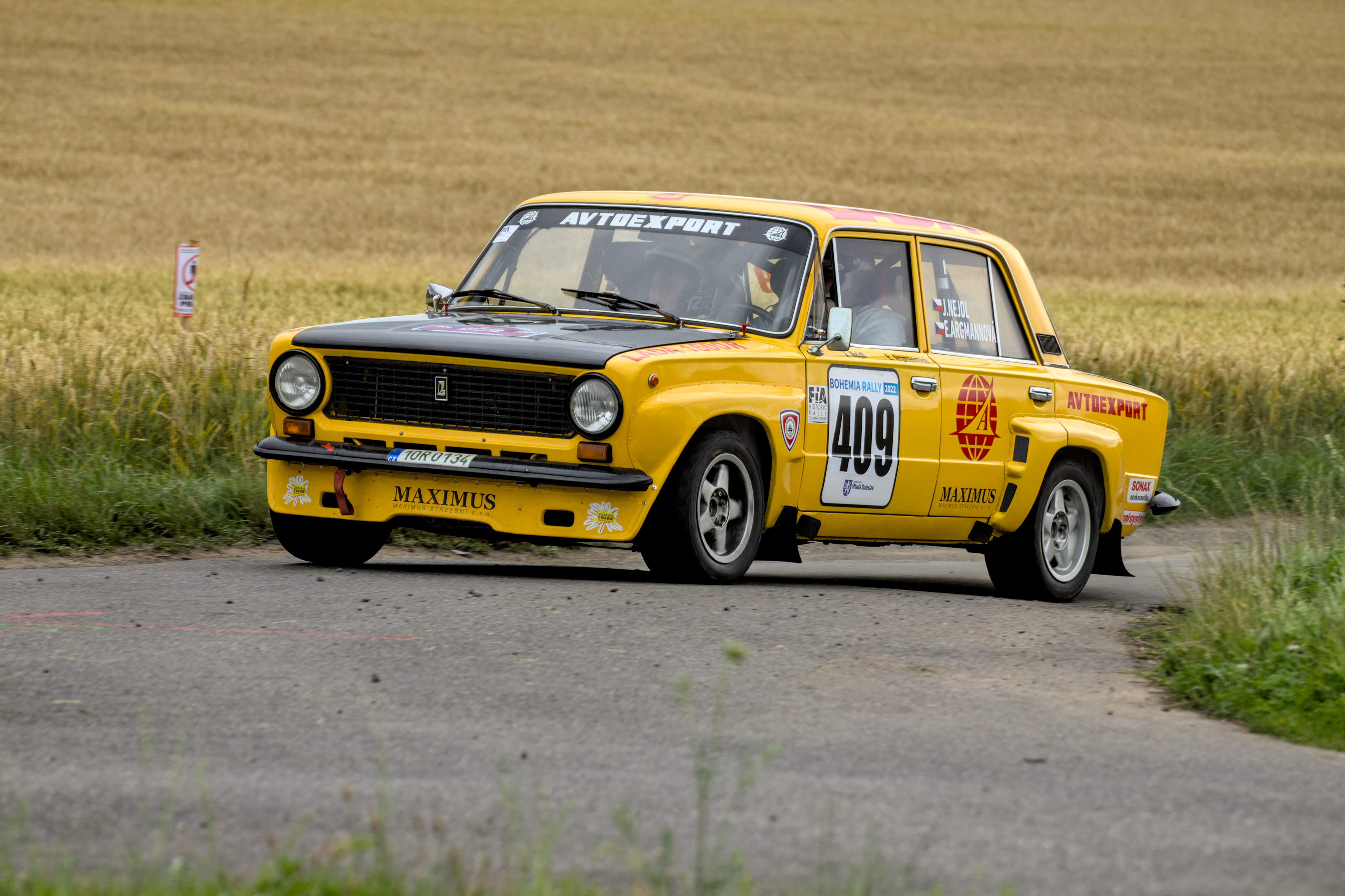
VAZ Žiguli 2101 Rallye 1600 MTX
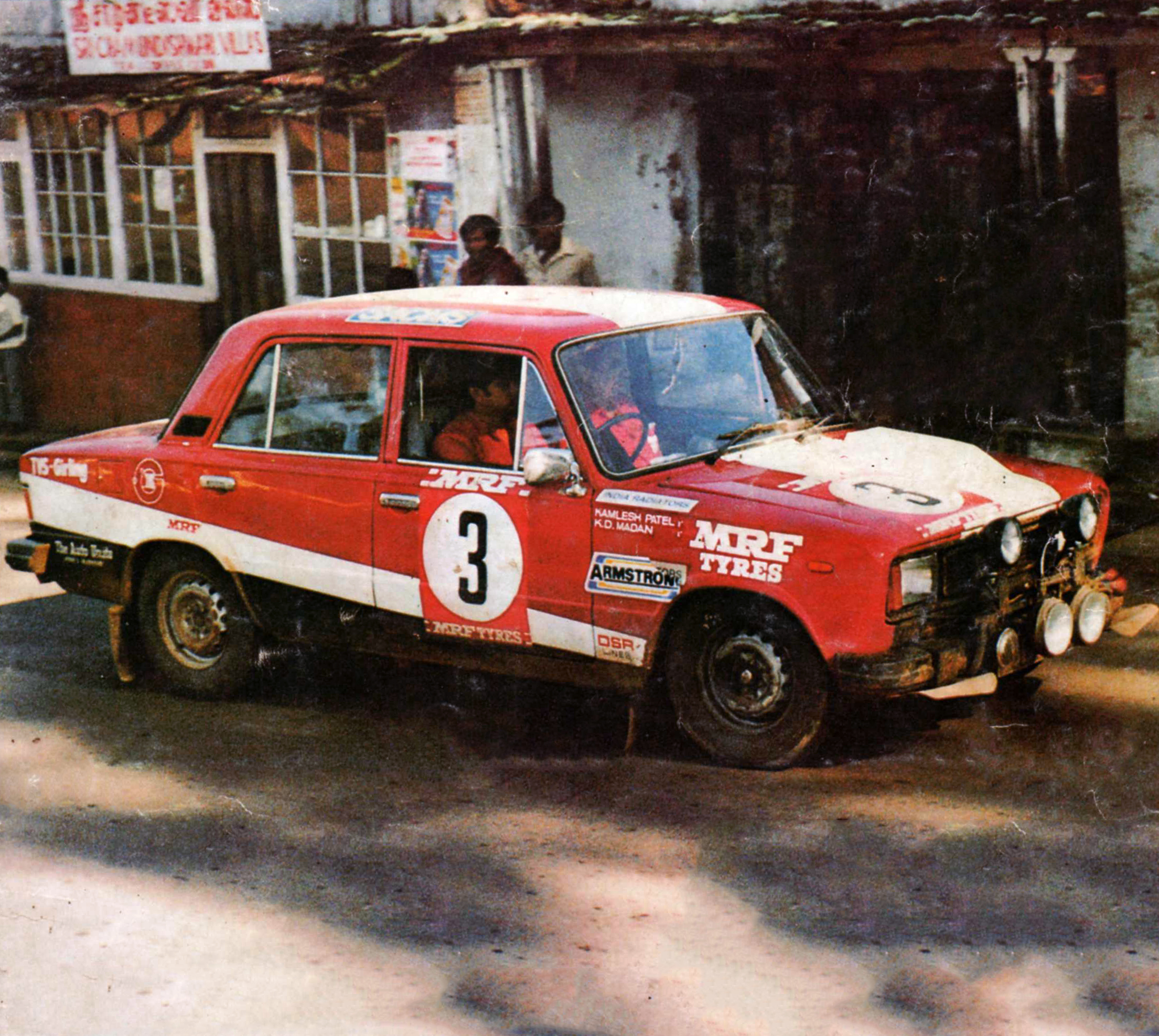
Premier 118N Rally (South India Rally)

## La Fiat 124 Abarth Rally

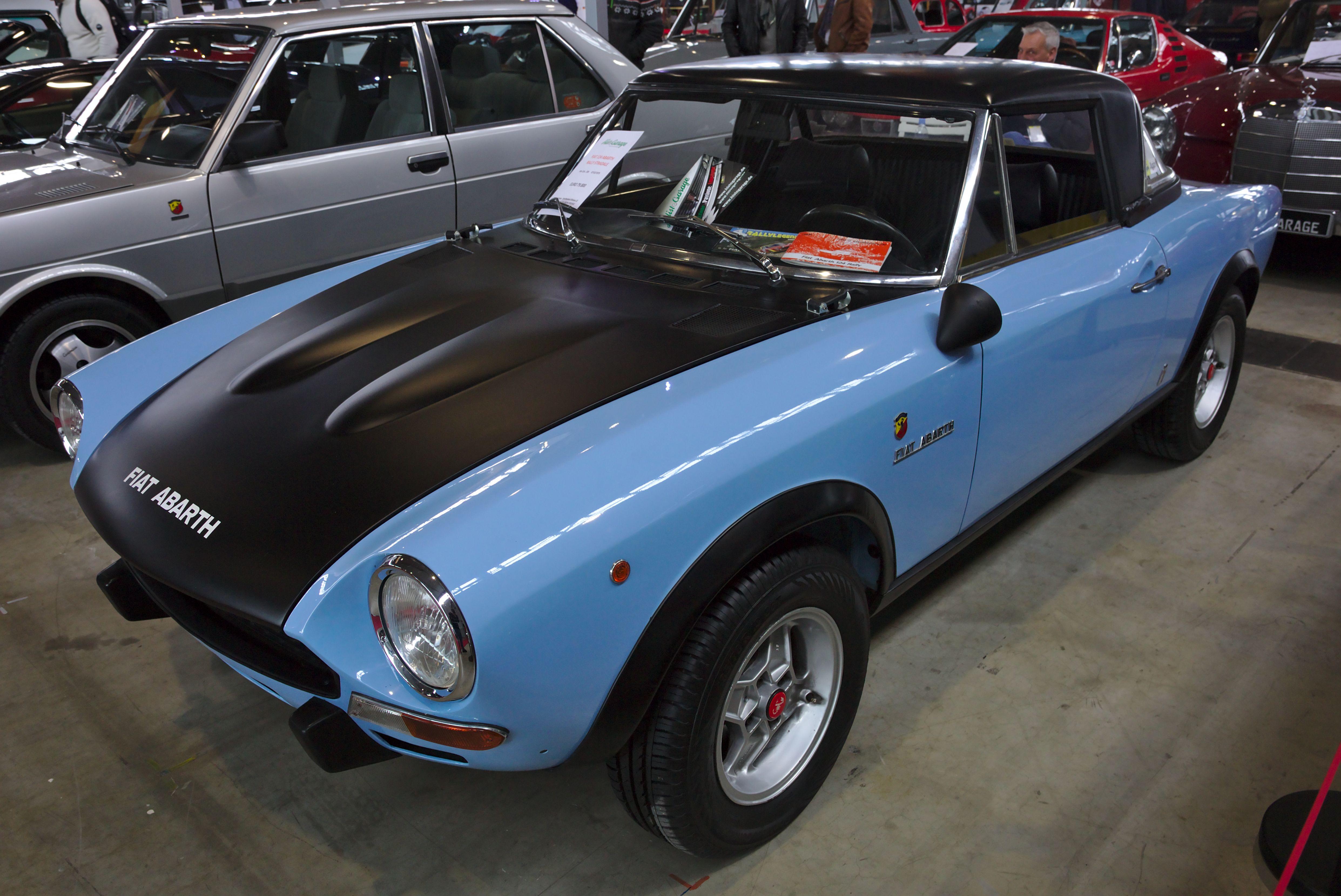
Une Fiat 124 Abarth Rally

Au début des années 1970, des pilotes privés couraient et obtenaient des résultats enviables à bord de Fiat 124 Sport Spider 1600 (hard top en plastique soudé à la carrosserie) élaborées, dans de nombreux rallyes internationaux. En considérant la relativement modeste préparation des voitures qui ne concernait que le moteur, le réglage des suspensions et l'allègement de la carrosserie, les dirigeants de Fiat, qui ont toujours eu à cœur de participer à toutes les compétitions, ont rapidement compris qu'ils disposaient dans la 124 un potentiel qu'ils pourraient mettre en évidence dans ce domaine.
Ils décidèrent de confier à Abarth, société qui faisait partie du groupe Fiat Auto depuis juillet 1971 et transformée en service courses du groupe Fiat, de développer une version Fiat officielle. Le choix du modèle retenu fut naturellement celui effectué par ces pilotes privés : la Fiat 124 Sport Spider dont l'empattement court était le plus adapté aux courses. La préparation comprit une élaboration du moteur dont la version de départ fut le double arbre de 1 756 cm3, l'allègement de la carrosserie par l'adoption des couvercles de capot et coffre en fibre de verre noire, le remplacement de la capote toile par un hard top semi-fixe, l'utilisation des portes et ailes en aluminium, l'élimination des pare-chocs et la simplification de l'aménagement intérieur, l'adoption d'une suspension arrière à roues indépendantes complètement nouvelle, la révision des réglages et l'adoption de jantes en alliage avec des pneumatiques Pirelli larges à taille basse.
L'éclairage complémentaire comprenait 4 phares longue portée. La Fiat 124 Abarth Rally en version route, qui fut présentée en 1973, disposait d'un moteur double arbre à cames de 1 756 cm3 et 128 ch. Les versions de compétition, grâce à l'injection électronique et, plus tard, aux  16 soupapes, disposait d'une puissance comprise entre 200 et 235 ch. La Fiat 124 Abarth Rally obtint de nombreux succès en course, mais sans jamais remporter de titre mondial car sa principale concurrente était la... Lancia Stratos, la bête des rallyes du groupe Fiat. Fiat en nom propre fut cependant grâce à elle vice-champion de monde des constructeurs en 1973 (Warmbold 3e théorique chez les pilotes la même année), et également en 1974 puis 1975.
En Championnat du monde des rallyes, elle s'imposa à trois reprises, au rallye de Pologne en 1973 avec Achim Warmbold, puis au rallye du Portugal en 1974 avec Raffaele Pinto, et enfin en 1975 lors de cette même épreuve avec Markku Alén, la Fiat 131 Abarth prenant le relais en 1976. Alén se vit également privé de la victoire après réclamation de Renault au Rallye Press on Regardless 1974, rétrogradé alors en seconde position.
Autres podiums (14 au total) :
- 2e Acropole 1973 (Aaltonen) ;

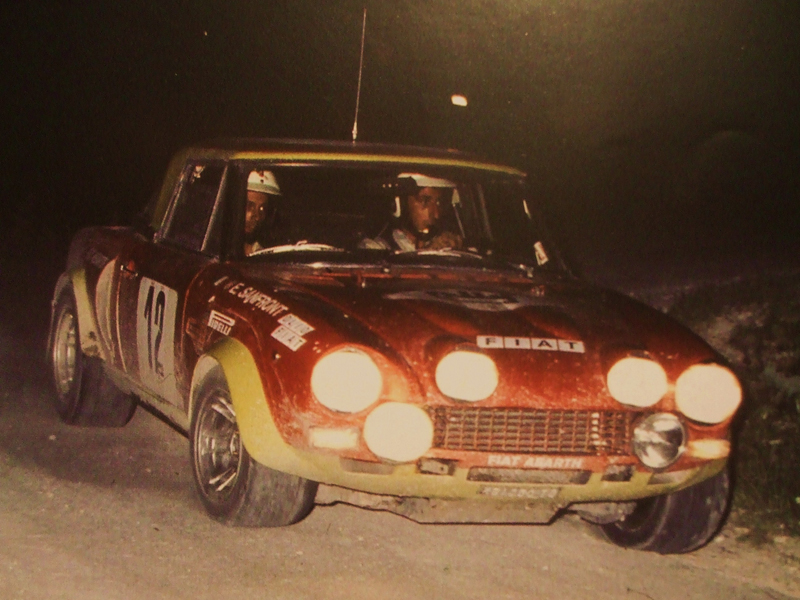
124 Abarth en action, 4 Régioni 1975 en ERC (Roberto Cambiaghi).

- 2e Sanremo 1973 (Verini), 1974 (Bisulli), et 1975 (Verini) ;
- 2e Portugal 1974 (Paganelli, triplé de la voiture) ;
- 2e P.O.R. 1974 (Alén) ;
- 2e Monte-Carlo 1975 (Mikkola) ;
- 3e Portugal 1974 et 1975 (Alén, puis Mikkola) ;
- 3e Finlande 1974 (Alén) ;
- 3e Monte-Carlo 1975 (Alén).

En Championnat international des marques, le suédois Håkan Lindberg la mena victorieusement en version Sport spider successivement à l'Acropole et à l'Alpenfahrt en 1972 (Fiat 3e au championnat des constructeurs la même année).
En Championnat d'Europe des rallyes, Raffaele "Lele" Pinto fut le vainqueur en 1972 sur la version Sport spider (victoires à six reprises, à Costa Brava, Semperit, Yougoslavie, Pologne, Hesse et 1000 Minuti), et Maurizio Verini le devint en 1975 en version Abarth (victoire en Pologne), voyant ainsi une fois de plus récompenser sa fidélité à la marque turinoise depuis cinq ans, après son titre de Champion d'Italie des rallyes obtenu l'année précédente sur la même voiture (victoire également sur la Costa Brava en 1974, et 3e alors en ERC). Toujours en Italie, Alcide Paganelli devint le Champion national des rallyes en 1970 sur Sport spider, et Roberto Cambiaghi en 1975 aussi, sur la Rally.
Lele gagna aussi la Coupe Mitropa des rallyes en 1972 sur la Sport spider (avec Luigi Macaluso), Vanni Tacchini l'obtenant à son tour en 1975, toujours sur spider.
La version espagnole de la Fiat 124, la Seat 124 fit les beaux jours du championnat espagnol sans discontinuer entre 1972 et 1977, entre les mains de Salvador Cañellas (1972), de Jorge Babler (1973), et surtout d'Antonio Zanini (à quatre reprises de 1974 et 1977).
La fabrication de la version routière s'arrêta en 1975.

## Les Fiat 124 fabriquées hors d'Italie

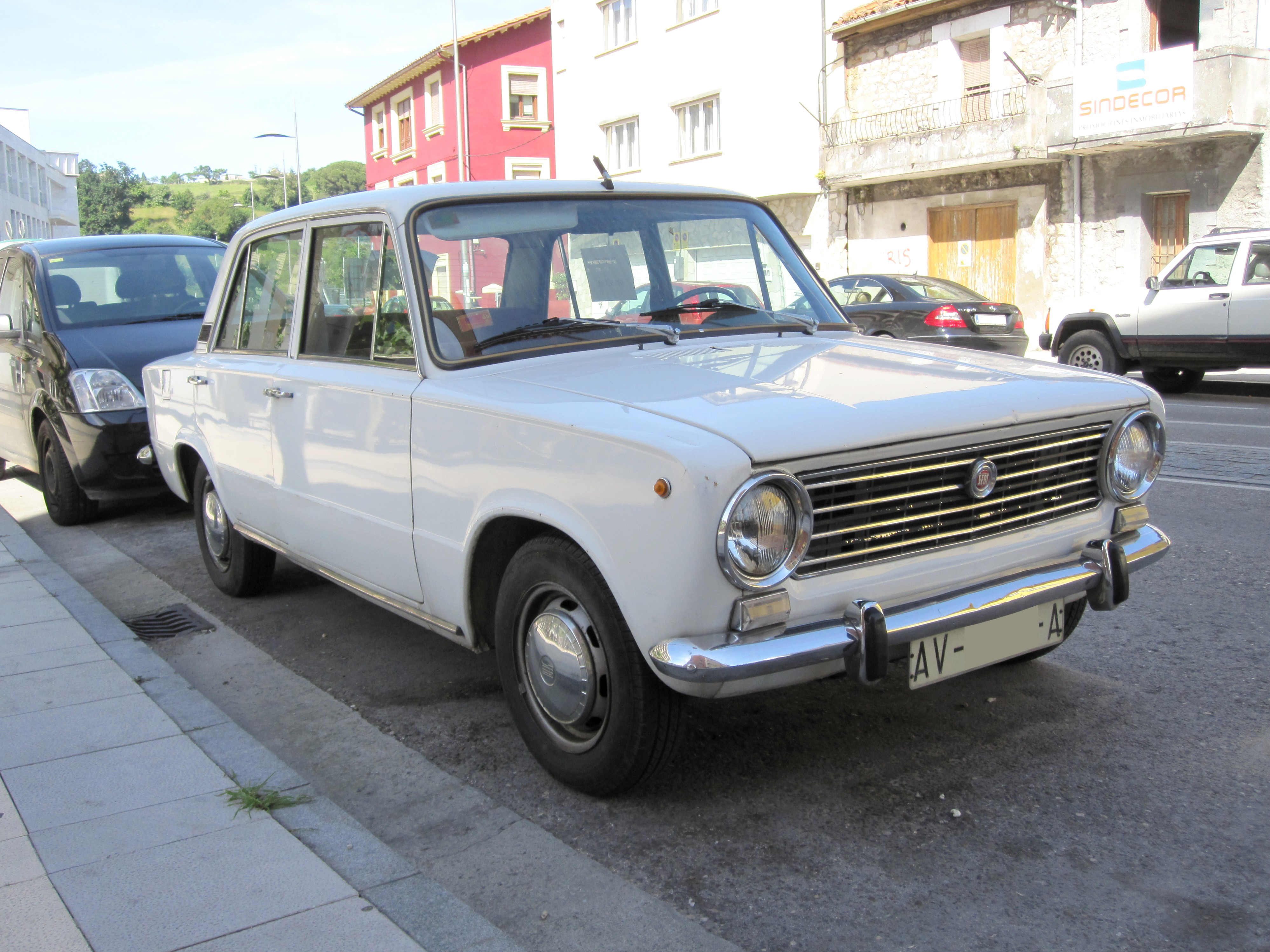
SEAT 124D (Espagne 1968)

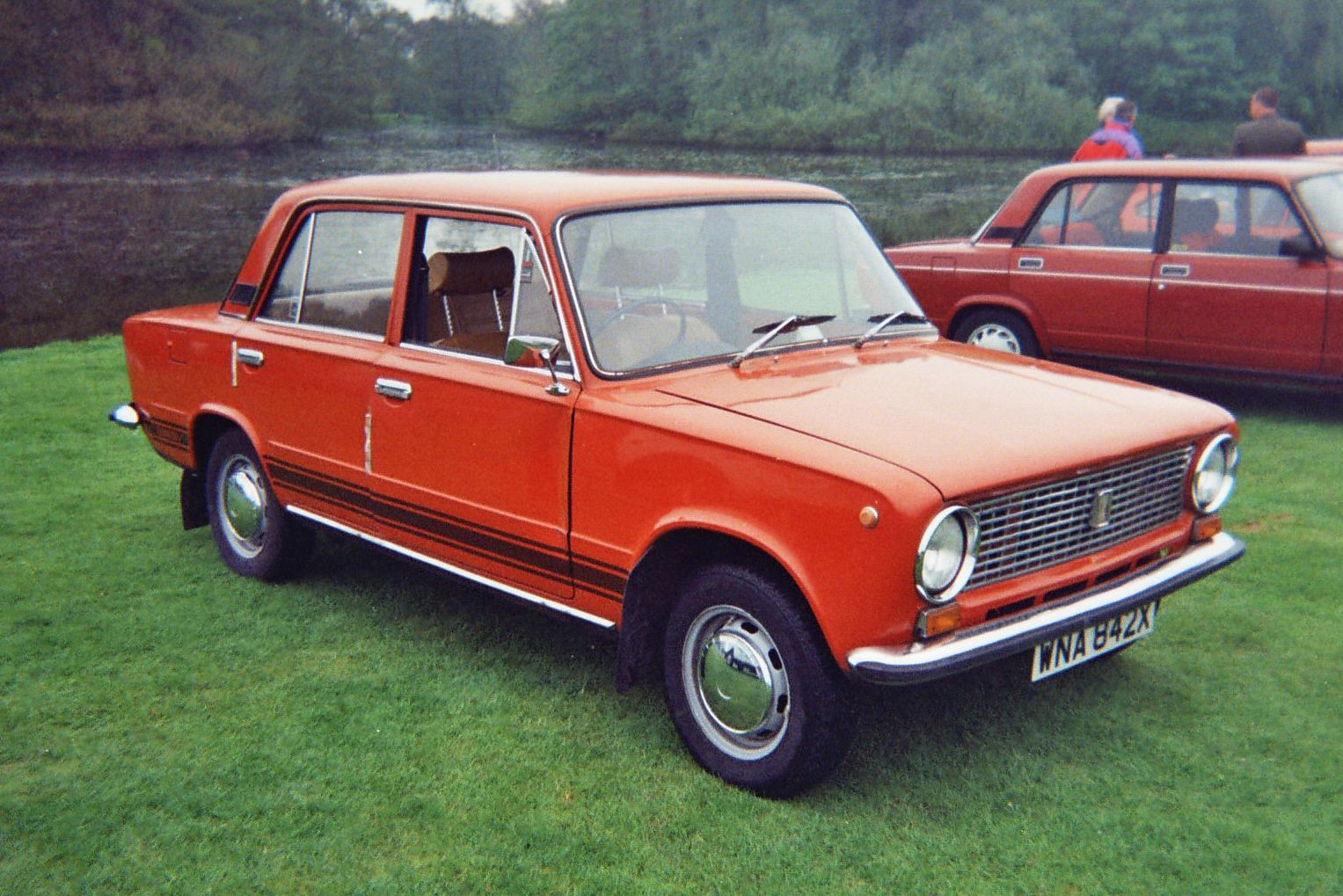
VAZ Jigouli 2101-Lada 1200 (URSS 1972)

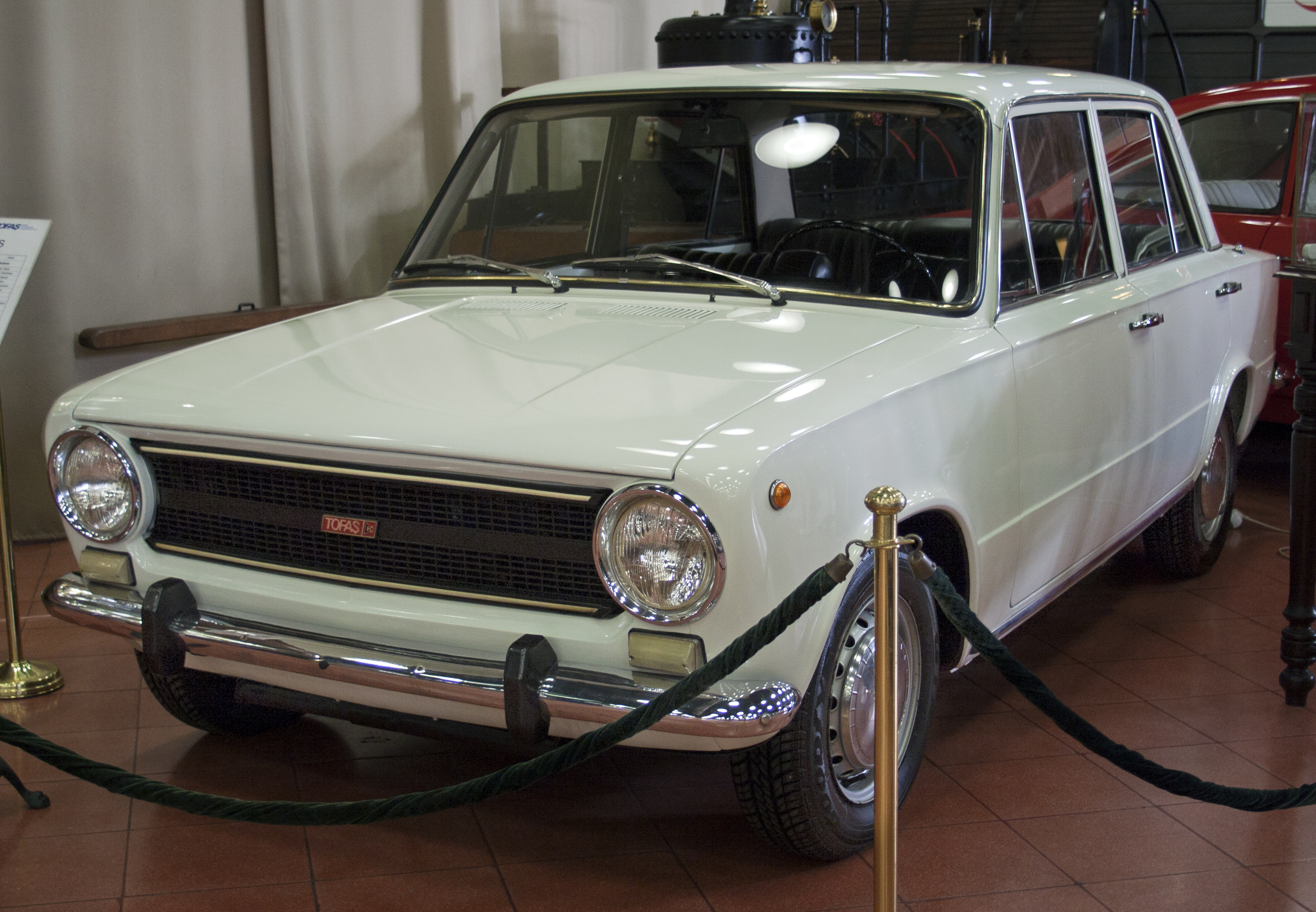
Tofaş Murat 124 (Turquie 1971)

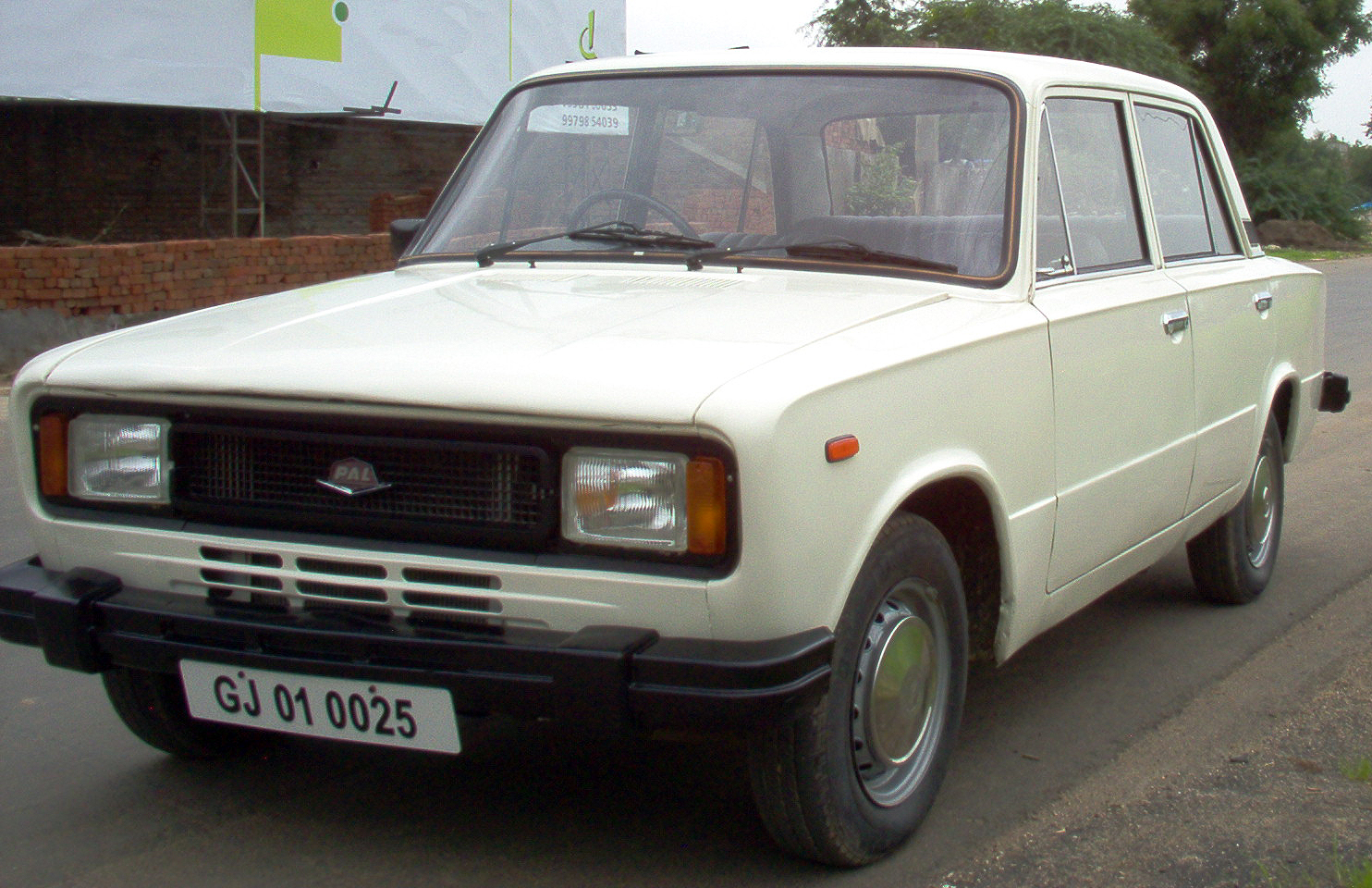
Premier 118 NE (Inde 1989)

La 124 fut l'une des voitures les plus prolifiques du géant turinois hors d'Italie :
- Espagne : grâce aux accords de collaboration passés par Fiat pour la création de SEAT, la SEAT 124 a été produite sous licence de 1968 à 1980 à 888 608 exemplaires. Elle ne différait de sa cousine italienne que par son écusson SEAT rond. La marque espagnole adapta légèrement les versions Fiat 124 S et ST en créant la SEAT 1430.
- ex-Union Soviétique (URSS) : un autre accord très important fut celui signé avec l'État Soviétique pour la création de la marque AVTOVAZ (Lada) et la fabrication sous licence de la Jigouli (modèles VAZ-2101, VAZ-2102, VAZ-2103, VAZ-2106), versions locales de la Fiat 124 adaptée aux conditions locales qui devint la voiture, de très loin, la plus répandue en URSS. Fin 2006, VAZ en avait déjà fabriqué plus de 6 millions d'exemplaires. Sa carrière dura jusqu'en 2012.
- Turquie : ce sont 134 867 TOFAŞ Murat 124, stricte copie de l'original italien, qui ont été construites dans l'usine de Bursa de la filiale turque de Fiat. Une version améliorée appelée Tofaş Serçe a également été produite entre 1984 et 1995.
- Corée du Sud : Fiat participa à la création du constructeur Asia Motors, devenu ensuite KIA Motors, qui a débuté en fabriquant sous licence la Fiat KIA 124 entre 1970 et 1973. En 1970, Asia Motors fabriqua 1 737 Fiat 124 avec 30 % de composants locaux, et 6 775 exemplaires en 1973. Aucun détail pour les années 1971 et 1972[7],[8].
Selon les archives publiées par Hyundai Motor Company, Asia Motors a fabriqué les 3 séries de Fiat 124 berline : 124 1re génération, 124 S et 124 Special. La première Asia Fiat 124 fabriquée en Corée a été achetée en 1970 par Yoo Kang-jun, un habitant de Séoul, pour la somme de 800 000 wons qui l'a utilisée pendant 30 ans avant de la vendre à Hyundai Motor Company qui l'a restaurée et préservée au Musée.
- Maroc : la SOMACA, longtemps liée à Fiat Auto, fabriqua sous licence un très grand nombre de Fiat 124, destinées au marché local et exportées dans l'ensemble des pays du Maghreb.
- Inde : une version née en 1986, soit 20 ans après le modèle original italien, fut présentée en Inde, où le constructeur local PREMIER, qui a toujours construit sous licence des modèles Fiat, depuis la Fiat 500 Topolino de 1936, l'ancienne Fiat 1100 de 1937 et la Fiat 1100-103D de 1953 rebadgée Premier Padmini, proposa la Premier 118N. Premier a été racheté par Fiat Auto pour créer Fiat India en 2000.
- Bulgarie : sous la marque Pirin-Fiat[9].

## Données techniques
- Unité de production en Italie : Usine Fiat-Mirafiori
- Voiture de l'année 1967
- Autres versions : Familiare, Coupé, Spyder
- Design Centro Stile Fiat
- Concurrentes : Renault 12, Ford Escort, Opel Kadett